# Championnat de France de rugby à XV de 2e division 1964-1965
 (février 2021).
Si vous disposez d'ouvrages ou d'articles de référence ou si vous connaissez des sites web de qualité traitant du thème abordé ici, merci de compléter l'article en donnant les références utiles à sa vérifiabilité et en les liant à la section « Notes et références ».
Navigation
Championnat de France de 2e division 1963-1964 Championnat de France de 2e division 1965-1966
Le championnat de France de rugby à XV de 2e division 1964-1965 est l'antichambre de la première division. La compétition se déroule du mois de septembre 1964 au mois de mai 1965 en deux phases avec 64 équipes en compétitions.
La première phase, se déroule en 8 poules de 8 équipes avec matchs aller-retour.
Les clubs classés aux quatre premières places de chaque poule sont qualifiés pour les seizièmes et classés de 1 à 32. Les matchs, comme la finale, se jouent sur terrain neutre. Le club qui gagne en finale est déclaré vainqueur de la compétition et accède à la première division ainsi que les équipes qualifiées pour les quarts de finale.

## Phase de qualification
Les clubs classés aux quatre premières places de chaque poule sont qualifiés pour les seizièmes et classés de 1 à 32. Les matchs, comme la finale, se jouent sur terrain neutre. Le club qui gagne en finale est déclaré vainqueur de la compétition et accède à la première division ainsi que les équipes qualifiées pour les quarts de finale.

## Phase finale

### Seizièmes de finale
|  | CA Castelsarrasin | 17 - 6 | Bordeaux EC | Marmande |
|  |                   |        |             | Marmande |
|  |                   |        |             | Marmande |

|  | RC Trignac | 5 - 3 | Avenir aturin | Royan |
|  |            |       |               | Royan |
|  |            |       |               | Royan |

|  | Saint-Jean-de-Luz OR | 6 - 3 | Stade niortais | Libourne |
|  |                      |       |                | Libourne |
|  |                      |       |                | Libourne |

|  | CS Bourgoin-Jallieu | 5 - 3 | ASPTT Paris | Le Creusot |
|  |                     |       |             | Le Creusot |
|  |                     |       |             | Le Creusot |

|  | Stade montluçonnais | 5 - 0 | Stade bagnérais | Decazeville |
|  |                     |       |                 | Decazeville |
|  |                     |       |                 | Decazeville |

|  | US Côte Vermeille | 3 - 0 | US Oyonnax | Valence |
|  |                   |       |            | Valence |
|  |                   |       |            | Valence |

|  | Stade langonnais | 3 - 0 | Avenir valencien | Moissac |
|  |                  |       |                  | Moissac |
|  |                  |       |                  | Moissac |

|  | UA Gaillac | 8 - 0 | Peyrehorade sports | Montréjeau |
|  |            |       |                    | Montréjeau |
|  |            |       |                    | Montréjeau |

|  | AS Roanne | 3 - 0 | SC Pamiers | Tulle |
|  |           |       |            | Tulle |
|  |           |       |            | Tulle |

|  | CS Rieumes | 3 - 0 | Stade hendayais | Bagnères-de-Bigorre |
|  |            |       |                 | Bagnères-de-Bigorre |
|  |            |       |                 | Bagnères-de-Bigorre |

|  | Stade nantais | 8 - 3 | RC Montceau | Saint-Denis |
|  |               |       |             | Saint-Denis |
|  |               |       |             | Saint-Denis |

|  | Stade beaumontois | 17 - 3 | SO Givors | Montluçon |
|  |                   |        |           | Montluçon |
|  |                   |        |           | Montluçon |

|  | GS Figeac | 11 - 0 | US montilienne | Bort-les-Orgues |
|  |           |        |                | Bort-les-Orgues |
|  |           |        |                | Bort-les-Orgues |

|  | Stade piscénois | 10 - 3 | US Bellegarde | Montélimar |
|  |                 |        |               | Montélimar |
|  |                 |        |               | Montélimar |

|  | US Fumel | 5 - 3 | Football club oloronais | Nogaro |
|  |          |       |                         | Nogaro |
|  |          |       |                         | Nogaro |

|  | SA Mauléon | 3 - 0 | US Orthez | Oloron-Sainte-Marie |
|  |            |       |           | Oloron-Sainte-Marie |
|  |            |       |           | Oloron-Sainte-Marie |

### Huitièmes de finale
|  | CS Bourgoin-Jallieu | 6 - 5 | Stade piscenois | Montpellier |
|  |                     |       |                 | Montpellier |
|  |                     |       |                 | Montpellier |

|  | CA Castelsarrasin | 6 - 0 | US Fumel | Marmande |
|  |                   |       |          | Marmande |
|  |                   |       |          | Marmande |

|  | UA Gaillac | 5 - 3 | Stade nantais | Montluçon |
|  |            |       |               | Montluçon |
|  |            |       |               | Montluçon |

|  | GS Figeac | 8 - 0 | SA Mauléon | Condom |
|  |           |       |            | Condom |
|  |           |       |            | Condom |

|  | Stade beaumontois | 8 - 3 | Stade montluçonnais | Bort-les-Orgues |
|  |                   |       |                     | Bort-les-Orgues |
|  |                   |       |                     | Bort-les-Orgues |

|  | US Côte Vermeille | 9 - 6 | AS Roanne | Saint-Saturnin |
|  |                   |       |           | Saint-Saturnin |
|  |                   |       |           | Saint-Saturnin |

|  | CS Rieumes | 8 - 3 | Stade langonnais | Tarbes |
|  |            |       |                  | Tarbes |
|  |            |       |                  | Tarbes |

|  | Saint-Jean-de-Luz OR | 6 - 5 | RC Trignac | Cognac |
|  |                      |       |            | Cognac |
|  |                      |       |            | Cognac |

### Quarts de finale
|  | UA Gaillac | 3 - 0 | CA Castelsarrasin | Carmaux |
|  |            |       |                   | Carmaux |
|  |            |       |                   | Carmaux |

|  | CS Bourgoin-Jallieu | 9 - 5 | US Côte Vermeille | Chateaurenard |
|  |                     |       |                   | Chateaurenard |
|  |                     |       |                   | Chateaurenard |

|  | Saint-Jean-de-Luz OR | 6 - 3 (a.p.) | CS Rieumes | Condom |
|  |                      |              |            | Condom |
|  |                      |              |            | Condom |

|  | Stade beaumontois | 0 - 0 | GS Figeac | Cahors |
|  |                   |       |           | Cahors |
|  |                   |       |           | Cahors |

### Demi-finales
|  | CS Bourgoin-Jallieu | 8 - 6 | UA Gaillac | Aurillac |
|  |                     |       |            | Aurillac |
|  |                     |       |            | Aurillac |

|  | Stade beaumontois | 14 - 3 | Saint-Jean-de-Luz OR | Langon |
|  |                   |        |                      | Langon |
|  |                   |        |                      | Langon |

### Finale
Les clubs participants à la finale joueront en 1re division la saison prochaine.
|  | CS Bourgoin-Jallieu | 14 - 6 (a.p.) | Stade beaumontois | Avignon |
|  |                     |               |                   | Avignon |
|  |                     |               |                   | Avignon |